# Pirații apei negre
Pirații apei negre (engleză The Pirates of Dark Water) este un serial de desene animate produs de H-B Production Co. și Turner Entertainment la începutul anilor 1990. Serialul urmărește aventurile unui grup de aventurieri plecați într-o misiune de găsire a celor 13 comori ce au puterea de a opri Răul cunoscut și ca Apa neagră care încearcă să stăpânească toată lumea.
Premiera serialului a avut loc la începutul anului 1991 sub forma unei mini serii de 5 părți, intitulat Apa neagră. Au urmat o serie de modificări produse de Hanna-Barbera, acele 5 părți au fost redifuzate la sfârșitul anului 1991 ca episoade ale unei serii de desene animate. O schimbare notabilă a fost aceea că în miniseria originală vocea personajul Niddle a fost interpretată de Roddy McDowall, iar în varianta revizuită de Frank Welker. Primul sezon a fost difuzat la ABC, în timp ce al doilea sezon a fost difuzat ca parte a desenului animat Lumea Fantastică A Lui Hanna-Barbera.
Datorită costurilor de producție ridicate și a întârzierii difuzării, seria nu a fost terminată, terminându-se după 21 episoade cu numai 8 din 13 comori găsite.
Filmul nu a apărut oficial pe DVD, deși o serie de episoade au fost difuzate în format NTSC. Mulți fani ai serialului au fost foarte entuziasmați de o eventuală serie în forma finală pe DVD, de asemenea și de o versiune miniserie, dar acum, în anul 2008 un site oficial tot nu există.

## Personajele
Eroii, descriși în partea introductivă a filmului ca „diferiți, dar loiali“  au trecuturi diferite și sunt conduși de diferite motive, dar se găsesc mereu lucrând în direcții aparent identice, așa cum fac ticăloșii.

### Eroii
- Ren (voce George Newbern): Prințul Octopon-ului, un regat cândva mare, și protagonistul serialului, a fost crescut de paznicul unui far în costume specifice țării lui de baștină, nefiind conștient de destinul și averea lui. Aduce sabia tatălui său la forma originală. Până la începutul celui de-al doilea sezon eliberează jumătate de planetă de Apa Neagră.
- Niddler: O pasăre-maimuță care a aparținut lui Bloth cândva, până când a evadat ajutându-l pe Ren să scape din mâinile acestuia. Niddler își are originea din Insula Pandawa. Este uneori descris ca fiind lacom și mereu flămând, mâncarea lui preferată fiind pepenele minga. Îl admiră foarte mult pe Ren, și abilitățile lui de a zbura îi sunt de ajutor. În miniseria originală de 5 episoade Apa Neagră, Vocea lui Niddler aparținea lui Roddy McDowall. Ulterior, după ce au fost produse alte episoade iar serialul a fost redenumit Pirații apei negre, vocea lui Niddler a fost redublată de Frank Welker.
- Tula: ( Voce Jodi Benson) Are abilitatea de a controla elementele și viața biologică, atât într-o manieră sensibilă cât și în manieră mai puțin sensibilă, și totodată dispune de o afinitate naturală spre natură și animale. Ea este încăpățânată la culme și adesea îl stârnește pe Ioz. Ea este prezentată ca fiind o simplă barmaniță, dar călătorește clandestin cu vasul lui Ren și Ioz, susținând că „voia să scape de rutina vieții pe pământ“. La scurt timp vom descoperi că este un personaj ce ascunde multe secrete.
- Ioz: ( Voce Hector Elizondo) Hoț și pirat, se alătură lui Ren inițial pentru a obține o parte din comoară. Pe parcursul sezonului, personajul lui se maturizează și se atașează de Ren și de idealismul lui, devenind un frate protector pentru Ren și mereu dispus să-și riște viața pentru acesta și pentru salvarea comorilor. Totuși, continuă în încercările sale de a se îmbogăți rapid, dar mereu eșuează.
- Zoolie: Un vagabond roșcat și vesel care deține un local de jocuri de noroc în orașul Janda. Împreună cu Ioz au făcut parte din echipajul lui Blooth. Deși nu este un personaj principal, are apariții ocazionale, oferind sfaturi și asistându-i pe Ren și prietenii lui ori de câte ori acostează în orașul Janda.
- Teron este un druid suprem care scoate rădăcini din propriul trup pentru a-și reîmprospăta garderoba ori de câte ori este departe de Andorus, ținutul său natal. La început este văzut ca și prizonier pe vasul lui Bloth, iar Bloth se folosește de puterile lui în acțiuni malefice, transformând mediul local într-unul obositor și lipsit de viață. Tula îl respectă foarte mult și ea are misiunea de a-l aduce înapoi în Andorus pentru a vindeca insula de ravagiile apei negre.

### Personajele negative (Ticăloșii)
- Bloth: (Voice titrată de Brock Peters) este un humanoid, căpitanul celei mai temute nave de pirați, Maelstrom. El este de asemenea în căutarea celor 13 comori. Bloth a distrus flota lui în urma cu 17 ani, l-a capturat pe Primus și ajutorul său Avagon. Totuși cei 7 căpitani ai lui Primus au scăpat cu comorile. Bloth i-a urmărit îndeaproape, și a distrus fiecare rămășiță din casa lui Primus, și a ucis inclusiv, fiecare moștenitor la tron din Octopon ca el să poată prelua conducerea orașului. El l-a ținut captiv pe Primus șaptesprezece ani înainte ca bătrânul să se întoarcă la Octopon și să scape cu Ren. În cel de-al doilea sezon, el face o alianță cu Morpho, un important agent al Stăpânului Întunericului.
- Mantus: (Voce de Peter Cullen) este al doilea la comandă după Bloth. Este un foarte bun strateg și se remarcă în bătăliile navale ale lui Bloth. Este o persoană foarte calculată, însă de multe ori se grăbește să tragă concluzii.
- Konk: (Voce de Tim Curry) este un pirat scund și gras care lucrează pentru Bloth. Și-a pierdut un picior pentru că s-a apropiat prea mult de un animal feroce al lui Bloth, de pe corabia Constrictus, și pentru multă vreme a fost singurul care a supraviețuit tuturor misiunilor, și a scăpat întotdeauna de pedeapsa capitală a stăpânului său, decapitarea. Nu este deloc prea inteligent, însă posedă darul de a face cel mai mare tămbălău dintre toți membrii echipajului lui Bloth și întotdeauna încerca să câștige cinstea și prețuirea stăpânului său.
- Fratii Lugg: (Voce titrată de Earl Boen și Frank Welker) sunt doi frați musculoși, înarmați până în dinți, membri ai echipajului lui Bloth. Sunt oamenii de bază ai lui Konk, pe care încearcă să-l ajute întotdeauna, însă din cauza prostiei crase de care dau dovadă, ei reușesc să încurce și mai mult lucrurile. Ei apar ca personaje secundare în primele 5 episoade.
- Stăpânul Întunericului (Dark Dweller): (Voce de Frank Welker) este cea mai puternică, și mai răutăcioasă creatură care a creat Apa Neagră. El a despărțit comorile pentru că puterea lor era singura capabilă să-l oprească. Își dorește cu orice preț să împiedice misiunea lui Mer și să-l înece împreună cu echipajul său în Apa Neagră.
- Morpho: (Voce titrată de Frank Welker) Un servitor al Stăpânului Întunericului și cel mai adorat ucenic al sau. El și-a unit forțele cu Bloth și are în grijă legătura apelor Stăpânului Întunericului cu celelalte mări, astfel încât acestea să se poată ajuta reciproc, amândoi având scopul de a-l ucide pe Ren și pe prietenii lui. Înainte Morpho a fost un Alchimist care făcea cercetări despre Apa Neagră când Stăpânul Întunericului l-a capturat și l-a transformat într-o altă creatură, care să-l servească pe vecie și să nu mai poată fi niciodată un om. El dispune de o tentaculă, în loc de un braț, și jumătate din organismul său a fost schimbat pentru a constitui un amalgam de creaturi de mare adâncime. El se referă la el însuși ca la o creatură a două lumi, a lui Ren și a Stăpânului Întunericului.
- Joat: Este un pirat, fostul proprietar al corabiei Wraith. Corabia lui a fost furată de Ioz. Și-a folosit ghearele de metal, în loc de mâna sa stângă, pierdută nemilos într-o bătălie. Deși acest personaj are o importanță foarte mare, cea mai importantă apariție a sa se recunoaște în episodul Colecționarul de Suflete.

## Corabiile
- Wraith: ("Fantoma") Un vas frumos și curat, aparținând înainte lui Joat - piratul, pe care Ioz o ia cu forța pentru Ren din docul orașului Janda. Are o velă mare dinamică, unică, care se rotește ca să încetinească vasul sau acționează ca o parașută. Această velă poate de asemenea să fie detașată pentru a forma un planor mare. Seria scrisă în timpul producției inițiale a serialului spune că "Fantoma" a fost construită cu lemn din copacii mistici de pe o insula îndepărtată, și că acel lemn încă păstrează energia acelor copaci, făcând vasul să arate ca și cum ar fi bântuit sau că ar avea un spirit propriu.
- Maelstrom: ("Furtuna") Este nava de război a lui Bloth. Această uriașă corabie este construită dintr-o carcasă realizată din material chimic foarte puternic și seamănă cu o fosilă mare plutitoare. La nivelul inferior al punții principale există un labirint de pasaje, canale de scurgere, celule și spații pentru sclavi. Comicul Contrictus trăiește în canalele de scurgere ale acestui vas al morții.

## Lumea Mer
Mer este o lumea foarte diferită de Pământ, cu varietăți unice de creaturi cu diferite nivele avansate de inteligență, cum sunt maimuțele maimuța zburătoare și monstrul marin. Marea majoritate a planetei este acoperită de apă, cuprinzând în total 20 de mări, și majoritatea opririlor echipajului au loc pe această insula. Mare parte din insula Mer se află într-un flux continuu, ca un râu cu roci ascuțite care ies din ocean în primul episod și apar ca o mare dificultate. Niciunul dintre personaje nu este conștient de pericolul pe care îl reprezintă Apa Neagră, care a înaintat și în aceste mări.
Octopon a fost odată cel mai mare oraș din Mer, și Ioz l-a numit "bijuteria de pe coroana Mer" în episodul 14, totuși stă în ruină până când Ren colectează primele 7 comori. Este parțial reconstruit. Octopon părea că este un oraș foarte bine dezvoltat din punct de vedere al tehnologiei avansate, însă este probabil o civilizație aflată într-un declin continuu din cauza influenței nefaste a Apei Negre, care iese tot mai mult la suprafață. 
Poemul lui Alomar arătat lui Ren: 
"Thirteen Treasures of ancient time,/ Thirteen lessons of Rule in rhyme./ To find the jewels in secret places,/ Follow where the compass faces./ If returned from the shore beyond,/ A new day dawns for Octopon./ But if they fall into evil hands,/ Darkness descends on all the lands./ For these riches, two shall vie/ In the realm of Dark Water where the Treasures lie."

## Speciile Merian
Maimuțele zburătoare: Din specia lui Niddler. Sunt maimuțe înaripate cu ciocuri.
Constrictus: O bestie pe care Bloth o hrănește cu echipajul neloial și de asemenea prizonierii. Ren este unul din cei doi supraviețuitori de pe Constrictus, și singurul care a scăpat complet intact; celălalt fiind piratul șchiop Konk. Apare ca un gigant cu patru capete, ca niște viermi, un monstru cu colți ascuțiți. Trăiește în adâncurile corăbiei Maelstrom și nu este văzut nicăieri altundeva pe Mer.

## Lista episoadelor
1. Misiunea (The Quest)
2. Lipsa de onoare (Dishonour)
3. Despărțirea (Break Up)
4. Trădarea (Betrayal)
5. Victoria (Victory)
6. Andorus
7. O picătura de întuneric (A Drop of Darkness)
8. Bestia și clopoțelul (The Beast and the Bell)
9. Panacea
10. Regele Niddler (King Niddler)
11. Colecția (The Collection)
12. Micul monstru (The Little Leviathan)
13. Locuitorul întunericului (The Darkdweller)
14. Discipolul din umbră (The Dark Disciples)
15. Pirații fantomă (The Ghost Pirates)
16. Stăpânul dagron (The Dagron Master)
17. Jucătorii din Undaar (The Game Players of Undaar)
18. Ciuma din Pandawa (The Pandawa Plague)
19. Surorile luptătoare (Sister of the Sword)
20. Colecționarul de suflete (The Soul Stealer)
21. Găsirea comorii (The Living Treasure)

## Cele 13 comori și locațiile lor
Prima comoară: The Dragon's Maw (ep. 1)
A doua comoară: Pandawa (ep. 3)
A treia comoară: Andorus (ep. 6)
A patra comoară: Locația specifică nu se cunoaște, dar Ren trebuie să caute sub apă o bună bucată de vreme ca să o găsească. (ep. 7)
A cincea comoară: Se află la Myragon, un ținut mlăștinos. (ep. 9)
A șasea comoară: Se află pe o insulă necunoscută, înconjurată de ceață și nori cenușii și arzători, locuită de păsări-maimuțe, pe vârful muntelui, păzită de un fel de nevăstuică uriașă și înaripată. (ep. 10)
A șaptea comoară: Se află ascunsă chiar lângă Apa Neagră, printre orificii hidrotermale subacvatice. (ep. 12)
A opta comoară: Insula Delpha. (ep. 21) 

## Alte informatii media
În noiembrie 1991, Marvel Comics produce o revistă inspirată chiar din acest desen animat. Original au fost create 6 serii limitate, dar mai apoi au mai fost create încă 3 numere care să includă întreaga poveste.
O serie de acțiune ce are la bază personajele din desenul animat pe care tot el le-a creat. Personajele principale sunt: Ren, Niddler, Ioz, Zoolie, Bloth, Konk, Mantus, Joat, și vasul Wraith.
Jocul video Pirații apei negre a fost de asemenea lansat pentru sistemul Super Nintendo Entertainment System și Sega Genesis. Versiunea Super Nintendo a fost o "beat 'em up" similară cu Lupta Finală având niște personaje lente, dar puternice cum este (Ioz), (Tula) rapidă, dar foarte fricoasă, iar Ren un personaj foarte echilibrat. Fiecare din aceste personaje are o viață activă Atacă prin surprindere (luptă pentru Ren, ecomancer energy for Tula, and spinning punch for Ioz) and the ability to block-something not common in games of this genre. Versiunea Sega a fost o side scrolling platform game cu elemente RPG.
Un PoDW role-playing game a fost lansat la sfârșitul anilor '90, dar a avut încasări mici și o producție mică.

## Cum s-a realizat desenul animat
- Pirații apei negre a fost o parodie de la începuturile producțiilor Cartoon Network. Este vorba de o întrebare a "telespectatorilor" și de modul de interpretare amuzant al lui Cartoon Network. În cazul acestui serial, era unul din "episoadele nedifuzate", iar CN a confirmat că le are și că le va difuza chiar în acea clipă, dar în schimb s-a difuzat un clip cu o pisică vărsând lapte pe jos, pentru a da ideea că casetele cu acele "episoade" s-au defectat.

## Realizatori
- Executive Producers: David Kirschner, William Hanna, Joseph Barbera
- Co Executive Producers: Jack Petrick, Paul Sabella, Mark Young
- Created by: David Kirschner
- Producers:  John Dorman, Ted Turner
- Written by: Lane Raichert, Mark Young, Kelly Ward
- Additional Dialogue by: Jim Woodring
- Creative Designer: Iwao Takamoto
- Supervising Director: Ray Patterson
- Director: Don Lusk
- Animation Directors: Joanna Romersa, Masaru Tonokouchi, Allen Wilzbach, Kiyotaka Kantake, Joan Drake, Katsuhisa Yamada, Robert Alvarez, Takaya Noda, Shinich Yoshikawa
- Production Designer: Floro Dery
- Storyboard Artists: Jim Woodring, Keith Tucker, Adrian Gonzales, Gil Kane, Tim Burgard, Lane Raichert, Alfredo Alcala
- Recording Director: Gordon Hunt
- Animation Casting Director: Kris Zimmerman
- Talent Coordinator: Jamie Thomason
- Music: Tom Chase, Steve Rucker
- Director of Music Production: Bodie Chandler
- Graphics: Iraj Paran, Tom Wogatzke
- Graphics Assistant: Parviz Parandoush
- Design Supervisor: Scott Jeralds
- Character Design: Tim Burgard
- Design Assistants: Barbara Krueger, Mario Williams, Dana Granger, Viki Kirch, Scott Hill, Eric Clark
- Layout Supervision: Takashi Saijo
- Animation Supervisors: Frank Andrina, Shinich Yoshikawa, Takuya Noda
- Background Supervisor: Al Gmuer
- Animation: Toshi Mizumura, Marie Mascarina, Hiroaki Kawuguchi, Achin So, Akira Watanabe, Wincat Alcala, Yoshinori Kanamori, Jess Espanola, Romy Garcia, Luis Dimaranan
- Background Key Artists: Craig Robertson, Andrew Phillipson, Joe Binggeli, James Hegedus, Eric Heschong
- Background Key Design: Gerald Forton, Gil Kane, Carol Lundberg, Herb Hazelton, Lew Ott
- Xerography: Star Wirth
- Ink & Paint Supervisor: Alison Leopold
- Color Stylist: Karen Greslie
- Production Coordinator: Vicki Casper
- Animation Checking Supervisor: Jan Adams
- Animation Checking: Howard Schwartz
- Production Assistants: Tori Pollock, Sandy Benenati, Debby Lathrop, Shannon Fallis-Kane, Margot McDonough, Nancy Grimaldi, Rosalinda Moore, Olivia Knighton
- Program Administrator: Barbara Simon Dierks
- Supervising Film Editors: Terry W. Moore, Larry C. Cowan
- Editors: Gil Iverson, Tim Iverson, Michele Douglas
- Music Editors: Cecil E. Broughton, Robert S. Birchard
- Sound Editing: Sound Off Studios
- Sound Direction: Alvy Dorman, Stan Wetzel
- Track Readers: Jim Hearn, Kay Douglas, Carol Iverson, Kerry Iverson, Denise Whitfield
- Negative Consultant: William E. DeBoer Jr.
- Produced in Association: Fil-Cartoons, Inc., Tama Production Co. Ltd
- Production Supervisors: Jerry Smith, Kunio Shimamura
- Executive in Charge of Production: Jayne Barbera
- Executive in Charge for Turner: Vivian Schiller
- International Production Executive: Paul Sabella